# 国王饼

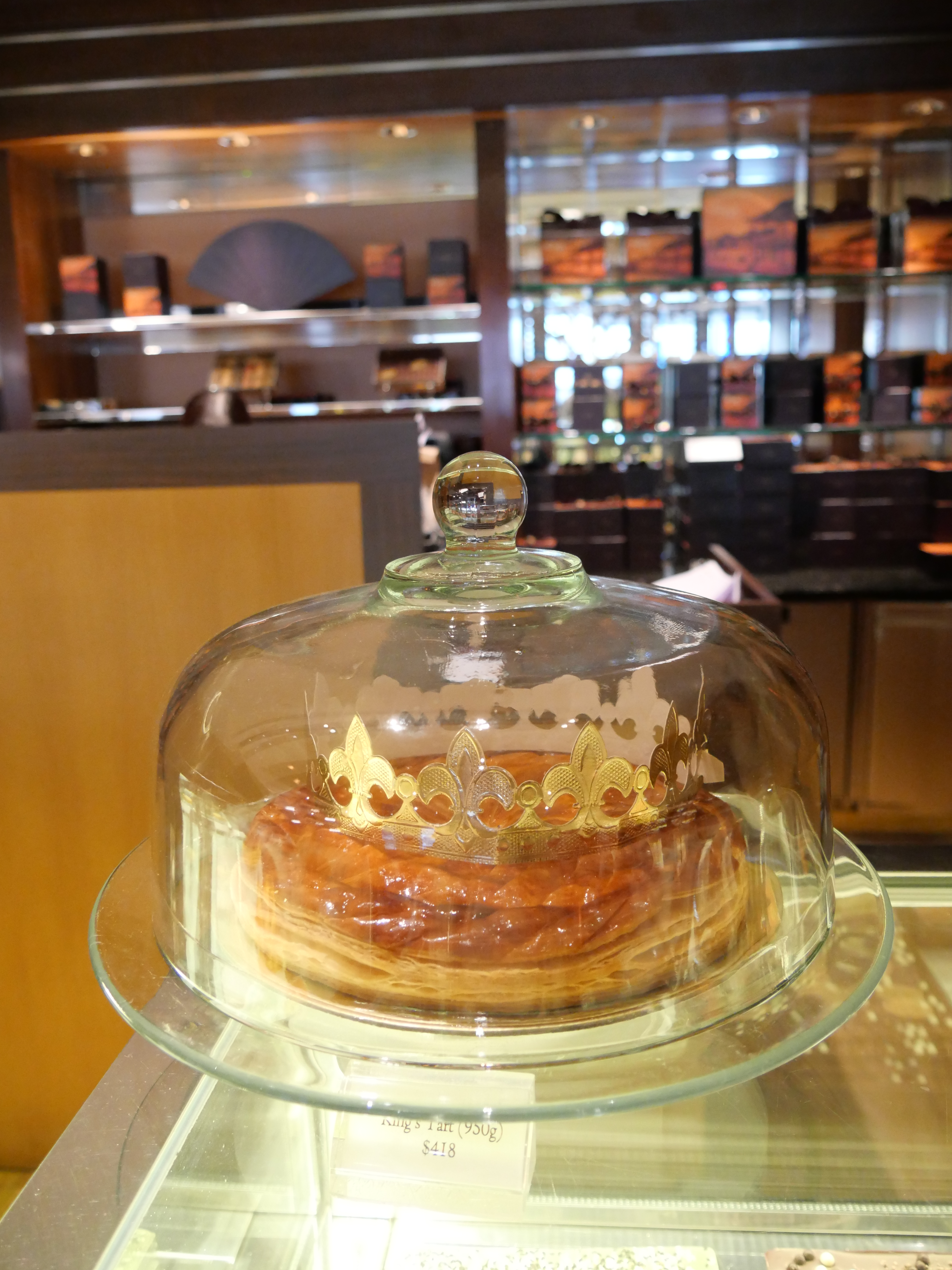
国王饼

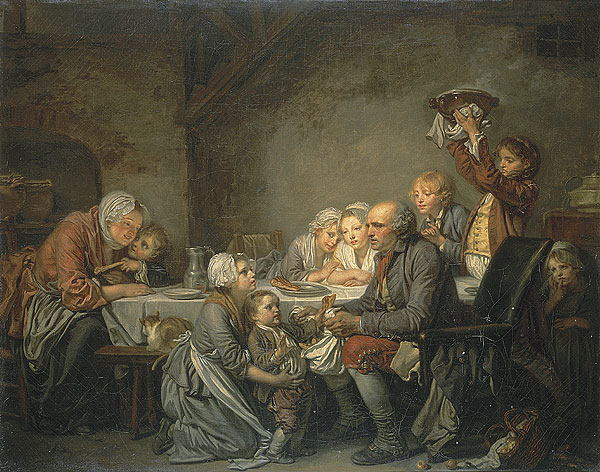
《国王饼》（Le Gâteau des Rois），让-巴蒂斯·热鲁兹作于1774年

国王饼（法語：galette des Rois），又称“国王派”，是法国人在每年1月6日天主教主显节前后食用的一种圆形饼状蛋糕，由千层酥加上杏仁奶油内馅烤制而成，名义上为了纪念基督教圣经记载的东方三博士朝见襁褓中的耶稣的事件。
国王饼的历史可以追溯到古罗马时代的农神节，当时罗马人在节庆的宴会上在糕点中放置蚕豆，分给奴隶，吃到蚕豆者成为“一日国王”，享受一天的特权。基督教统治欧洲之后，教会将这一传统与东方三博士联系起来，并将蚕豆换成幼年耶稣的瓷制小像，但在法语中仍称为“蚕豆”（fève）。当今的国王饼在制作时，通常会内藏精致的小型瓷像，这些瓷像的题材多样，常以宗教、文化或民间传说中的经典形象为原型。这些瓷像与精心设计的硬纸王冠一同售卖，共同构成了国王饼的传统特色，象征着节日的庄重与欢庆氛围。尽管宗教色彩已经淡化，大部分法国人在1月初的亲朋聚会中仍会分食国王饼，吃到“蚕豆”者成为幸运儿，得到他人的祝福。
国王饼在其他西方国家也有不少变种，统称国王蛋糕。

## 起源

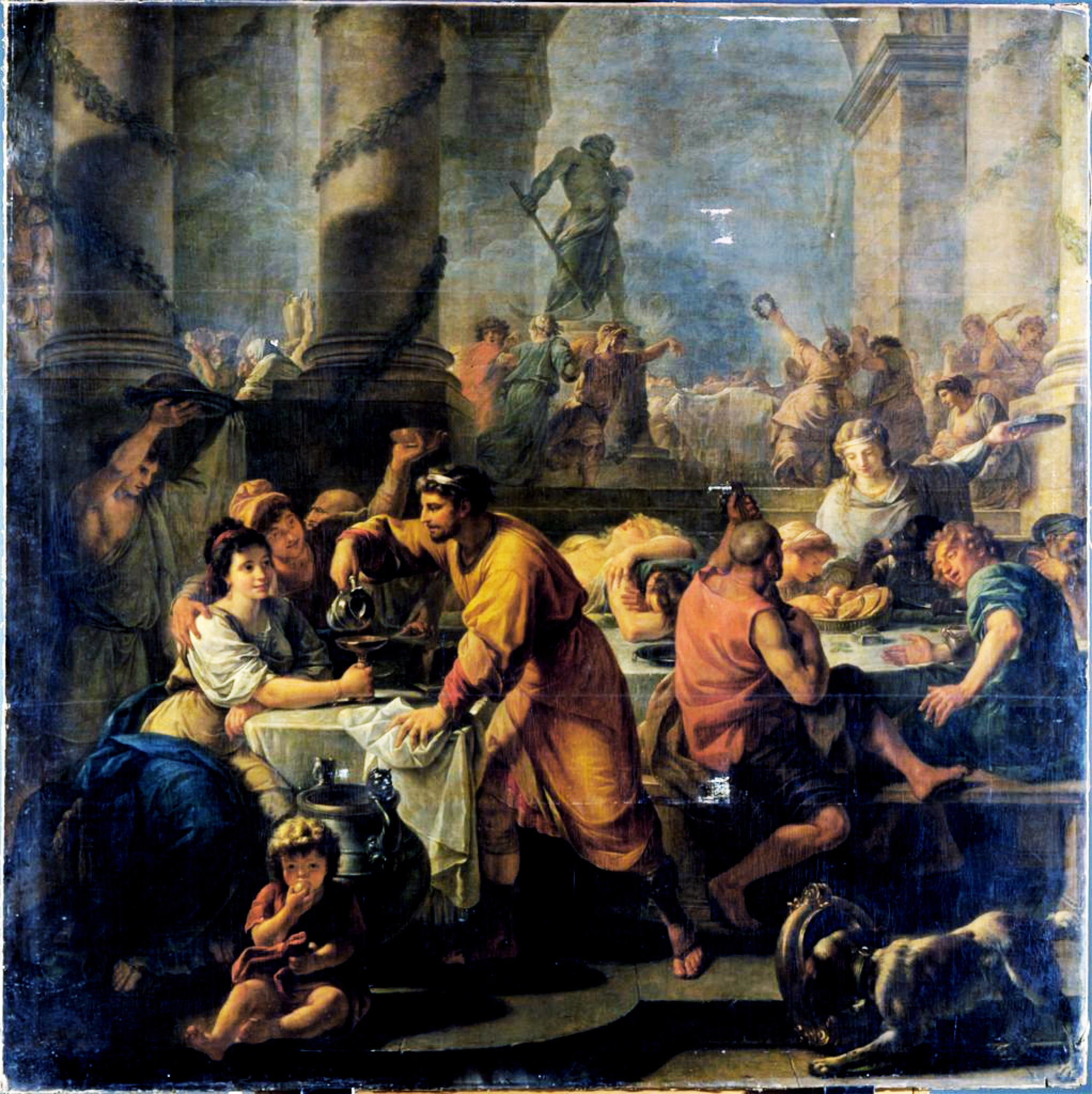
《农神节》，1783年安托万·卡莱作

国王饼最早起源于古罗马时期的农神节。在每年12月底到的节日期间，罗马各阶层，包括奴隶都可以参与庆祝。在节日开始或结束时举行的宴会上，每个大家族都会在糕点放置“蚕豆”来决定“一日王”，或称“农神王子”（Saturnalicius princeps）。当选者可以在一天之内对其主人发号施令，或随后受處死刑，或者恢复奴仆身份。这也是一种增进主奴感情和在农神萨图尔努斯的凶日期间通过更换身份而避祸的手段。
罗马帝国转信基督教直至灭亡后，这种传统却延续下来。在中世纪的愚人节及狂欢节中，也能见到其痕迹。尽管原本和天主教毫无关系，国王饼后来却赋予了宗教含义，成为主显节期间纪念东方三博士的传统方式之一。但如加尔文派、路德派等更正教派就反对这种来自异教的传统.

## 瓷偶

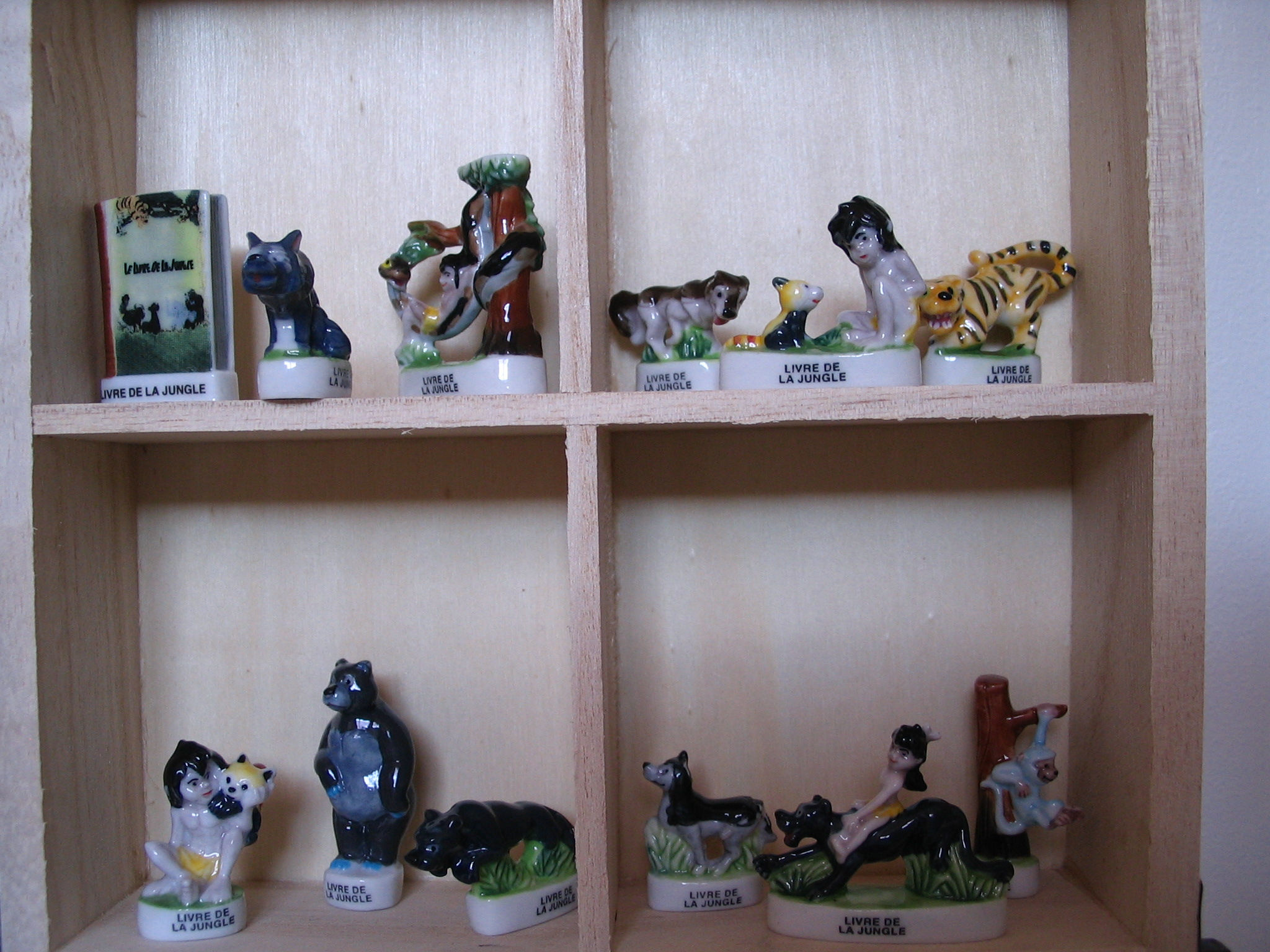
《丛林奇谭》系列瓷偶

国王饼中包藏着一种法语称为“蚕豆”（la fève）的小瓷偶以决定“国王”的归属。早在古希腊时期，人们就用蚕豆来选择法官。古罗马人则用蚕豆选定“一日王”。天主教会在长期反对这种异教传统之后，决定将国王饼中的蚕豆换成幼年耶稣的小瓷偶。
最早的瓷偶出现于18世纪后期。法国大革命期间，將耶稣换成自由之帽（bonnet phrygien）。这一时期，还出现了自由饼（galette de la Liberté）、平等饼（galette de l'Égalité）等不含瓷偶的糕点。大革命后，原有的国王饼得到传承。1870年以来，小瓷偶有了各种题材，近年来一些甜品店还将其材质改成了塑料。
多种系列的小瓷偶还在法国催生了专门的“蚕豆收藏”（fabophilie）活动。

## 做法
千層酥（麵粉、蛋、冰水及奶油的混合）及杏仁內餡（由杏仁糊、香草籽、蛋等材料混合製成），最後再準備一個可放入烤箱烘烤的小瓷偶。將派皮混合桿完後切成圓形酥皮兩片，將杏仁餡放入酥皮之中，塞入小瓷偶，再放入烤箱以220度烤15-20分鐘即可。

## 其他

### 近期的傳統
國王餅的傳統歷經數百年的演變與傳承，藏在裡面的瓷偶被認為是獲得好運的象徵，代表著被選中者將擔負起「國王」的角色與使命。在當代的習俗中，節日夜晚吃到餅中瓷偶的人，不僅是這份好運的承載者，更要承擔起為下一個節日準備國王餅的責任，讓這份好運得以傳承，讓這份祝福得以延續。

### 與聖誕節的衝突
歴史的演變中，國王派曾一度因為被聖誕節的流行所掩蓋而逐漸失寵。聖誕節的商業化進程實際上始於17世紀中葉至18世紀之交。隨著聖誕節逐漸演變為一個追求奢華與精緻的節慶，國王派作為一項傳統習俗，逐漸喪失了其原有的文化意義與社會價值。